# Placówka Straży Granicznej I linii „Górowo-Trząski”
Placówka Straży Granicznej I linii „Górowo–Trząski” – jednostka organizacyjna Straży Granicznej pełniąca służbę ochronną na granicy polsko-niemieckiej w okresie międzywojennym.

## Formowanie i zmiany organizacyjne
Rozporządzeniem Prezydenta Rzeczypospolitej Polskiej Ignacego Mościckiego z 22 marca 1928 roku, do ochrony północnej, zachodniej i południowej granicy państwa, a w szczególności do ich ochrony celnej, powoływano z dniem 2 kwietnia 1928 roku  Straż Graniczną.
Rozkazem nr 1 z 12 marca 1928 roku w sprawach organizacji Mazowieckiego Inspektoratu Okręgowego Naczelny Inspektor Straży Celnej gen. bryg. Stefan Pasławski określił strukturę organizacyjną komisariatu SG „Szczepkowo Borowe”. Placówka Straży Granicznej I linii „Górowo–Trząski” znalazła się w jego strukturze.

## Służba graniczna
Sąsiednie placówki:
- placówka Straży Granicznej I linii „Janowo” ⇔ placówka Straży Granicznej I linii „Gołębie” − 1928[2]